# Gian Stragiotti
Gian Andrea Stragiotti (* 12. September 2007 in Cham) ist ein Schweizer Kitesurfer. Er wurde 2024 Schweizer Meister und 2025 Vizeeuropameister.

## Karriere

### 2018–2020: Zweifacher Schweizermeister (U18)
Stragiotti begann im Alter von 9 Jahren mit dem Kitesurfen und absolvierte mit zehn Jahren die erste Regatta. Als jüngster Teilnehmer startete der 10-jährige Stragiotti 2018 mit seinem KiteFoil am 42 km langen Engadinwind-Marathon. Er war konkurrenzlos in seiner Altersklasse U18 und wurde somit Junioren-Schweizermeister.
Im April 2019 bestritt Stragiotti seine erste internationale Kite-Meisterschaft in Saint-Pierre-la-Mer. Bei dieser Junioren-Freestyle-Weltmeisterschaft belegte Stragiotti den 3. Platz in der U14-Altersklasse. In der Schweiz bestätigte Stragiotti seinen Junioren-Schweizermeister-Titel im KiteFoil U18 vom Vorjahr.
Aufgrund der COVID-19-Pandemie fanden 2020 nur wenige Sportanlässe statt. An der KiteFoil-Schweizermeisterschaft setzte sich Stragiotti in the U18-Kategorie gegen César van der Klink sowie gegen Cédric Baker durch und verteidigte den Junioren-Titel.

### 2021: Junioren-Vizeweltmeister (U15) und 3. Platz Junioren-Weltmeisterschaft Freestyle (U16)
Mit einem 3. Platz an der Junioren-Weltmeisterschaft Freestyle in Tarifa beendete Stragiotti vorläufig seine Teilnahme an Freestyle-Wettbewerben, um sich auf die olympische Formula-Kite-Klasse zu konzentrieren. An der Junioren-KiteFoil-Weltmeisterschaft in Gizzeria musste sich Stragiotti in der Alterskategorie U15 lediglich vom Franzosen Enzo Louber geschlagen geben. Im September bestätigte Stragiotti seine Leistung an der Junioren-KiteFoil-Europameisterschaft in Montpellier und landete erneut auf dem zweiten Platz hinter Louber. Stragiotti konnte sich im Schweizer Team für die Teilnahme an der Formula-Kite-Klassen-Weltmeisterschaft in Torregrande qualifizieren und beendete diese auf dem 73. Platz.
Um die schulischen Pflichten besser auf den Sport abzustimmen, wechselte Stragiotti von der regulären Sekundarschule zur Kunst- und Sportschule Zürich.

### 2022–2023: Zweifacher Junioren-Weltmeister (U17)
Mit 14 Jahren holte sich Stragiotti seinen ersten Weltmeistertitel in der Youth-Foil-Klasse. Stragiotti besiegte den polnischen U17-Titelverteidiger Jan Koszowski am vierten Regatta-Tag klar mit 4:0-Siegen und gewann somit die Jugend-Weltmeisterschaften in Torregrande souverän. Der vorjährige U15-Weltmeister Enzo Louber endete mit 30 Punkten Rückstand auf Stragiotti auf dem vierten Platz. Seine Überlegenheit in der Jugendklasse bestätigte Stragiotti mit dem Sieg der Europameisterschaft in Gizzeria. Stragiotti bestritt zwei weitere kontinentale Meisterschaften, um weitere Erfahrungen in der olympischen Klasse zu sammeln, und erreichte an den Africa-Middle East Formula Kite Championship in Mauritius den fünften Platz sowie einen achten Platz an der Panamerikanischen Meisterschaft in Brasilien.
Mit 15 Nettopunkten Vorsprung verteidigte Stragiotti 2023 seinen Weltmeistertitel in der Youth-Foil-Klasse in Gizzeria erfolgreich. An der fünftägigen U21-Junioren-Europameisterschaft in Torregrande holte sich Stragiotti den dritten Platz in der Europawertung. Bei den Weltmeisterschaften 2023 in Den Haag belegte er den 52. Platz. Die Junioren-Weltmeisterschaft in Armação dos Búzios beendete er auf Rang fünf.
Im Sommer 2023 trat Stragiotti die 4-jährige kaufmännische Ausbildung an der United School of Sports in Zürich an.

### 2024: Schweizermeister, Junioren-Weltmeister (U21) und Kitefoil World Series
Mit der Europameisterschaft in Mar Menor startete Stragiotti in die neue Saison und beendet die Meisterschaft auf Platz 22 in der Europäischen Wertung. An der „last chance regatta“ in Hyères qualifizierten sich die letzten fünf Nationen für die Olympischen Spiele; mit dem 13. Schlussrang verpassten Stragiotti sowie auch Bruce Kessler mit dem achten Rang die Qualifikation der Schweizer Männer um wenige Plätze.
An der Junioren-Weltmeisterschaft in Kalabrien dominierte Stragiotti die Qualifikations-Serie mit zehn Siegen in zehn Regatten. Im Finale setzte sich Stragiotti gegen Jan Vöster aus Deutschland und den Brasilianer Lucas Fonseca durch und holte den Weltmeistertitel. Am Gardasee holte sich Stragiotti den Junioren-Vizeweltmeistertitel hinter Lucas Fonseca. Die KiteFoil-Schweizermeisterschaft in Portalban beendete Stragiotti auf dem zweiten Platz hinter dem Franzosen Benoît Gomez und sicherte sich somit den Schweizermeistertitel 2024. Mit einem zweiten Platz bei der Junioren-Europameisterschaft der Formula-Kite-Klasse (U21) hinter dem Italiener Riccardo Pianosi ging für Stragiotti die Regatta-Saison zu Ende. Gian Stragiotti nahm im Jahr 2024 an der Kitefoil World Series teil. Sein bestes Ergebnis war ein dritter Platz beim am Poetto Beach auf Sardinien.

### 2025: Vizeeuropameister
Stragiotti sichert sich den dritten Platz in der offenen Wertung der Europameisterschaft in Urla. Geschlagen wurde er einzig von Maximilian Maeder aus Singapur und Riccardo Pianosi aus Italien. In der Europawertung holte Stragiotti den zweiten Rang und wurde somit Vizeeuropameister.

## Auszeichnungen und Nominierungen
Folgende Nominierungen erhielt Stragiotti bislang:
- 2023: Nominiert als „Junior Sailor of the Years 2021-2022“ von Swiss Sailing[30]
- 2025: Nominiert als „Junior Sailor of the Years 2023-2024“ von Swiss Sailing[31]
- 2025: Nominiert als „Sporthilfe Nachwuchsathlet 2024“ von der Schweizer Sporthilfe[32]